# Caracladus avicula
Espèce
Synonymes
- Erigone avicula L. Koch, 1869

Caracladus avicula est une espèce d'araignées aranéomorphes de la famille des Linyphiidae.

## Distribution
Cette espèce se rencontre en France, en Allemagne, en Suisse, en Autriche et en Italie.

## Publication originale
- L. Koch, 1869 : Beitrag zur Kenntniss der Arachnidenfauna Tirols. Zeitschrift des Ferdinandeums für Tirol und Vorarlberg, sér. 3, vol. 14, p. 149-206.